# Plumularia insignis
Plumularia insignis är en nässeldjursart som beskrevs av George James Allman 1883. Plumularia insignis ingår i släktet Plumularia och familjen Plumulariidae. Inga underarter finns listade i Catalogue of Life.